# 飯塚病院
飯塚病院（いいづかびょういん）は、福岡県飯塚市にある医療機関。株式会社麻生が経営する企業立病院。
許可病床数1000床を超える民間病院としては巨大な病院であり、飯塚医療圏における災害拠点病院や精神科病院としても認定されている。

## 病院沿革
- 1918（大正7）年8月	 麻生炭坑病院として、従業員と家族に限って診療開始
- 1919（大正8）年10月	 産婦人科設置
- 1920（大正9）年8月	 私立「飯塚病院」として、一般診療開始
- 1927（昭和2）年	 「歯科」新設
- 1941（昭和16）年7月	 「整形外科」新設
- 1945（昭和20）年1月	 「麻生鉱業株式会社飯塚病院」に移管 「麻生鉱業株式会社飯塚病院」と改称
- 1947（昭和22）年	 「神経科」新設
- 1955（昭和30）年	 「皮膚科」「泌尿器科」新設
- 1956（昭和31）年	 「眼科」新設
- 1960（昭和35）年	 「呼吸器科」新設
- 1961（昭和36）年	 「皮膚科」と「泌尿器科」に分科 「物理療法科」を「放射線科」と「理学診療科」に分科
- 1962（昭和37）年	 「麻酔科」新設
- 1964（昭和39）年	 「心療内科」新設 「救急病院」に指定
- 1965（昭和40）年	 「人間ドック」開設
- 1975（昭和50）年	 「人工腎臓センター」開設
- 1982（昭和57）年	 「救命救急センター」開設 「脳神経外科」「循環器内科」新設
- 1983（昭和58）年	 「小児外科」新設
- 1985（昭和60）年	 「健康管理センター」開設
- 1986（昭和61）年	 「CAPD（腹膜透析）センター」併設
- 1988（昭和63）年	 「心臓血管外科」「腎臓内科」新設 「循環器内科」と合同で「循環器病センター」開設 「人工透析センター」開設
- 1990（平成2）年	 「脳神経病センター」発足
- 1992（平成4）年	 「漢方診療科」開設 「改善活動」導入
- 1996（平成8）年	 「ふれあいセンター」開設 「災害拠点病院（地域災害医療センター）」に指定
- 1997（平成9）年	 「未熟児センター」開設
- 1998（平成10）年	 財団法人日本医療機能評価機構 病院機能評価（一般病院種別B）認定 「内視鏡センター」拡充
- 1999（平成11）年	 未熟児センターを強化し「新生児センター」開設
- 2000（平成12）年	 「福岡県地域周産期母子医療センター」に指定
- 2001（平成13）年	 ISO14001の認証を取得（2020年1月20日認証登録返上） 「脳卒中センター」開設 「株式会社麻生　飯塚病院」へ社名変更
- 2002（平成14）年	 「地域がん診療連携拠点病院」指定
- 2004（平成16）年	 開放型病院に指定 精神神経科に精神科デイ・ケア「エスポワール」開設 「リハビリテーション科」新設
- 2005（平成17）年	 「形成外科」「膠原病・リウマチ内科」新設 福岡県知事から「地域医療支援病院」に認定 「心身合併症センター」開設
- 2006（平成18）年	 「膠原病センター」開設 「福岡県介護予防支援センター」に指定
- 2008（平成20）年	 「福岡県災害派遣チーム（福岡県DMAT）」に指定 ISO9001の認証を取得
- 2009（平成21）年	 UPMCと「研修教育契約」締結 ISO15189の認証を取得
- 2011（平成23）年	 「集中治療部」新設
- 2012（平成24）年	 「外傷治療部」新設 「臨床腫瘍部」新設 米国のメモリアル・ハーマン・ヘルスケアシステムと交流提携調印 「ドクターカー」運用開始
- 2013（平成25）年	 米国のエルカミノ病院と相互協定に調印 「放射線治療部」「呼吸器腫瘍内科」「呼吸器腫瘍外科」新設 「呼吸器病センター」開設 福岡県から県北地域の「児童虐待防止拠点病院」に指定 「福岡県総合周産期母子医療センター」に指定
- 2014（平成26）年	 「血液浄化センター」開設 シンガポール国立大学病院と相互提携協定を締結 「救急病床」スタート
- 2015（平成27）年	 「人間ドック健診施設機能評価」に認定
- 2016（平成28）年	 「肝胆膵外科」「消化管・内視鏡外科」「リエゾン精神科」新設 「外来小児センター」開設
- 2017（平成29）年	 「ペインクリニック科」「心不全ケア科」新設 武漢アジア心臓病医院と友好交流協定締結 第一薬科大学と「教育・研究・研修等の交流に関する協定」締結 「児童虐待防止に関する協定」締結
- 2018（平成30）年	 開院100周年
- 2019（平成31・令和元）年	 「感染症科」「検査急変対応科」新設

## 診療科目
- 感染症科
- 肝臓内科
- 肝胆膵外科
- 漢方診療科
- 画像診療科
- 眼科
- 救急科
- 形成外科
- 血液内科
- 外科
- 血管外科
- 膠原病・リウマチ内科
- 呼吸器外科
- 呼吸器腫瘍外科
- 呼吸器腫瘍内科
- 呼吸器内科
- 産婦人科
- 歯科口腔外科
- 集中治療科
- 消化管・内視鏡外科
- 消化器内科
- 小児科
- 小児外科
- 心臓血管外科
- 心不全ケア科
- 心療内科
- 耳鼻咽喉科
- 循環器内科
- 腎臓内科
- ストーマ外来
- 整形外科
- 総合診療科
- 内分泌・糖尿病内科
- 脳神経外科
- 脳神経内科
- 泌尿器科
- 皮膚科
- 病理科
- 放射線治療科
- 麻酔科
- リエゾン精神科
- リハビリテーション科
- 連携医療・緩和ケア科

## 関連施設
- 救命救急センター
- 総合周産期母子医療センター
- 呼吸器病センター
- PET・核医学センター
- 循環器病センター
- 予防医学センター

## 医療機関の指定等
- 保険医療機関
- 救急告示医療機関
- 労災保険指定医療機関
- 指定自立支援医療機関（更生医療・育成医療）
- 身体障害者福祉法指定医の配置されている医療機関
- 精神保健指定医の配置されている医療機関
- 生活保護法指定医療機関
- 結核指定医療機関
- 指定養育医療機関
- 原子爆弾被害者医療指定医療機関
- 原子爆弾被害者一般疾病医療取扱医療機関
- 地域医療支援病院
- 開放型病院
- 日本医療機能評価機構認定病院
- 厚生労働省臨床研修指定病院
- 地域がん診療連携拠点病院
- 救命救急センター
- 災害拠点病院
- エイズ治療拠点病院
- 福岡県神経難病医療基幹協力病院
- 総合周産期母子医療センター
- 飯塚市難病患者等短期入所事業実施施設
- 臓器移植提供施設
- DPC対象病院

## 院内施設
出典:
- ローソン（麻生芳雄商事が運営[3]）
- 上島珈琲店[4]
- 介護ショップ「ハッピープラザ」（麻生メディカルサービスが運営[5]）
- ATM
  - 福岡銀行
  - 西日本シティ銀行
  - 飯塚信用金庫
  - 九州労働金庫

## 交通アクセス
- JR九州筑豊線新飯塚駅西口から徒歩5分。
- 西鉄バス「飯塚病院」バス停留所下車。

## テレビ番組
- 日経スペシャル ガイアの夜明け 名医を育てろ 〜伝承せよ! 医の技術〜（2005年9月27日、テレビ東京）[6]。- 医師の技術力の4段階評価の試みを取材。